# Diocese das Sete Províncias
A Diocese das Sete Províncias (em latim: Dioecesis Septem Provinciarum), chamada originalmente (em latim: Dioecesis Viennensis) em homenagem à cidade de "Viena" (a moderna Vienne), foi uma diocese subordinada à prefeitura pretoriana da Gália no período final do Império Romano. Ela abrangia os territórios da Gália ocidental (Aquitânia e Gália Narbonense), ou seja, o território da moderna França aoo sul e oeste do vale do Loire, incluindo a Provença.

## História
A Diocese de Vienne foi fundada durante as reformas de Diocleciano (r. 284-305) e ela já aparece "Lista de Verona", que tem sido datada em 314, no princípio do reinado de Constantino I. Em 402, uma assembleia provincial anual, o Concílio das Sete Províncias (Concilium septem provinciarum), foi estabelecido em Arelate. Em 407, os vândalos e seus aliados invadiram a Gália, devastando a região até partirem para a Península Ibérica dois anos depois. Os visigodos, por outro lado, foram trazidos como federados para ajudar os romanos contra eles e, em 418, o imperador romano do ocidente Honório permitiu que eles se assentassem na Aquitânia, perto de Toulouse. Embora tenham sido súditos romanos nominalmente, os godos eram praticamente independentes, um fato que foi formalmente reconhecido pelo império em 475, apenas um ano antes sua extinção. Em 462, Ricimero cedeu também as províncias de Narbonense Prima e os godos ocuparam à força todas as demais províncias a leste do Ródano em 477. Daí em diante, as terras que faziam parte da Diocese das Sete Províncias passaram a fazer parte do Reino Visigótico. A Aquitânia logo foi perdida para os francos, com apenas uma estreita faixa de terra na costa, a Septimânia, permanecendo sob o controle godo.

## Subdivisões
A Diocese de Vienne estava subdividida nas seguintes províncias:
- Narbonense Prima (Narbonensis Prima)
- Narbonense Secunda (Narbonensis Secunda)
- Vienense (Viennensis)
- Alpes Marítimos (Alpes Maritimae)
- Aquitânia Prima (Aquitanica Prima ou Aquitania Prima)
- Aquitânia Secunda (Aquitanica Secunda ou Aquitania Secunda)
- Novempopulânia (Novempopulania ou Aquitania Tercia)